# Estanya
Estanya és un paratge a cavall dels termes municipals de Gavet de la Conca (antic terme d'Aransís i Llimiana, al Pallars Jussà.
El lloc és en el sector més oriental del terme -fent excepció dels Obacs de Llimiana-, a l'esquerra del barranc de Barcedana. Es troba al nord de Sant Miquel de Llimiana i al sud de Cal Toni. La llau dels Castellots travessa pel mig el paratge.